# Automolis pumila
Automolis pumila là một loài bướm đêm thuộc phân họ Arctiinae, họ Erebidae.